# Storia di Monopoli
La storia di Monopoli (come per quasi tutte le città adriatiche) è fatta di influenze esterne: Egnatini (provenienti dalla vicina Egnazia), Bizantini, Bretoni, Arabi, Spagnoli, Veneziani hanno contribuito variamente a rendere la cultura della città di Monopoli un vero e proprio mosaico policromo; nel contempo queste minacciose presenze l'hanno strutturata come una poderosa fortezza sulla costa marina.

## Le origini e l'età classica
Rovine della città Romana di Egnazia. Parzialmente distrutta da Totila, re dei Goti nel 545 d.C.
Egnazia fu gradualmente abbandonata dai suoi abitanti a partire dal dall'VIII secolo d.C. in favore della vicina Monopoli che ne risultò fortemente accresciuta.
Nella zona occupata ai giorni nostri dalla parte più antica del centro storico della Città di Monopoli, esisteva già in epoca preistorica (XVI secolo a.C.) un villaggio; il piccolo abitato era fortificato da un aggere che lo proteggeva lungo la riva al mare, perimetralmente la penisoletta attuale (vedi reperti e relazioni rivenienti dai recenti scavi archeologici effettuati dalla Soprintendenza Archeologica di Puglia sotto Piazza Palmieri e all'interno del Castello Carlo V).
L'antica Monopoli, (di cui non si conosce con certezza il nome) risulta essere stata un importante porto fortificato messapico al confine con la Peucezia. La città infatti esisteva certamente in epoca Messapica (V sec. a.C.) ed in epoca romana, come dimostrano le numerose e ricche tombe messapiche e la grande porta romana del primo secolo a.C. completa di corpi di guardia e torri ottagonali, inglobata all'interno del Castello Carlo V (XVI secolo). Questa importante fortificazione classica era stata costruita sui poderosi resti di mura messapiche, tuttora visibili, (vedi i recenti scavi archeologici della dottoressa Miranda Carrieri della Soprintendenza Archeologica di Puglia). Secondo la testimonianza dell'Indelli, nel 43 d.C. San Pietro avrebbe predicato, di passaggio, ad un gruppo di cittadini monopolitani.
Dagli scavi archeologici appare evidente come Monopoli subisca una decisa crisi demografica a partire dal primo secolo d.C. fin quasi all'VIII secolo. Il grande incremento demografico di Monopoli e l'evoluzione da piccola città-fortezza a centro urbano si deve però alla graduale migrazione degli abitanti di Egnazia verso nord, certamente iniziata con la parziale distruzione di quella città da parte di Totila, re dei Goti nel 545 d.C. ma proseguita in maniera decisamente più accelerata a partire dal dall'ottavo secolo d.C. Il graduale abbandono di Egnazia, a partire dal XIII secolo, risulta chiaramente da recenti ricerche archeologiche, iniziate nel 2001 dal Dipartimento di Scienze dell'Antichità dell'Università di Bari, sotto la direzione scientifica della professoressa Raffaella Cassano. Monopoli Rimase per anni sotto il controllo di Bisanzio, dapprima con l'Imperatore Maurizio, in carica dal 582 al 602, in seguito con i suoi successori.

## Il Medioevo
Nell'aprile del 663 l'imperatore bizantino Costante II, dopo essere sbarcato a Taranto, inizia la campagna militare contro i Longobardi puntando contro Oria, Ceglie, Conversano, Monopoli, possedimenti del ducato di Benevento. Il tentativo di riconquista ha però breve durata e il successore del duca Grimoaldo I, Romoaldo, si riappropria dei territori perduti.
Monopoli, come gran parte della Puglia ad eccezione del Salento fece parte della Langobardia Minor, sia pure sotto la costante minaccia bizantina e araba, fino all'arrivo dei Normanni.
La dominazione longobarda ha lasciato notevoli influenze nei toponimi, negli antroponimi e nei termini, soprattutto nel campo del diritto e delle consuetudini agricole di Monopoli. In molti documenti degli Archivi di Terra di Bari, nel Codice Diplomatico Brindisino fino a tutto il 1076 e soprattutto nelle 8 pergamene dell'archivio monopolitano, quasi tutti atti di compra vendita tra privati, vengono riportati antroponimi longobardi e termini in lingua longobarda ancora oggi usati, con lo stesso significato, nel dialetto monopolitano. La storia di Monopoli, i suoi personaggi e la sua toponomastica è ricca di nomi longobardi: il vescovo che edificò la grande cattedrale romanica nel 1117 si chiamava Romualdo (composto da hrom, ossia "glorioso," o "corragioso," e walda che significa 'dominatore': Romoalt, Romoldos/i, Romualdo, ossia Glorioso Dominatore), la nobile e antica famiglia Galderisi (da gaidho che significa 'punta' e rika 'potente'; Gaiderisi, Galderisi, ossia Punta Potente), la masseria Caramanna (da cara che significa lancia e manna uomo; Caramanna ossia Uomo Lancia o lanciere). Monopoli, per quanto attiene alla dote maritale, risulterà soggetta al diritto germanico per secoli (tra cui la donazione morganatica), fino al 30 dicembre 1617, quando il viceré Ossuna promulgherà la prammatica "De Antefatto" al fine di uniformare gli assegni maritali nell'intero regno.
Nell'autunno dell'847 Bari è conquistata dal berbero Kalfun, mercenario del longobardo Radelchi I, rimanendo quindi in mano dei Berberi (dall'847 all'871) come sede di un emirato. Durante l'emirato di Mufarrag Ibn Sallam (852-853) la conquista araba, intorno a Bari, si estende ad altri 24 castelli, fino all'871, anno che segna la fine dell'emirato barese; non abbiamo però notizia che Monopoli abbia subito la stessa sorte. È noto invece che nel 965 Monopoli sostiene un durissimo attacco, è assediata dagli arabi da terra e da mare ma non viene conquistata grazie alle sue ottime difese e per l'intervento degli Schiavoni veneziani. La città in questo periodo è ben fortificata e il porto presidiato da galere di Bisanzio.

### Le atrocità di Maniace
Nel giugno del 1042, Monopoli visse un terribile momento della sua storia: l'arrivo del generale greco Giorgio Maniace. Costui, nel tentativo di ristabilire il dominio bizantino, non essendo riuscito ad espugnare la città si abbandonò alle più tremende vendette saccheggiando e distruggendo le campagne e i numerosi casali. Il generale fece decapitare molti cittadini, appendendo le loro teste sugli alberi e alle porte della città. Ancor più cruenta fu la strage dei bambini; un episodio vile quanto efferato che vide questi innocenti morire lentamente, seppelliti con il solo capo che fuoriusciva dalla terra, davanti al pianto straziante delle madri impotenti.
 Sotto il dominio dell'imperatore Bizantino Basilio II di Bisanzio, Monopoli risulta essere già porto sicuro tra Bari e Brindisi. Nel giugno del 1042 la città, assegnata nel frattempo solo sulla carta come baronia al normanno Ugo Tutabovi, che riuscirà però a prenderla solo nel 1049, fu attaccata in forze dal generale bizantino Giorgio Maniace, inviato in Italia meridionale per fronteggiare l'offensiva normanna. La città, ben fortificata, non risulta essere stata espugnata e Giorgio Maniace si vendicò sugli indifesi villaggi agricoli (casali) distruggendoli e commettendo atrocità. In quell'occasione fu distrutto il grande casale di Frangesto con la Chiesa di Sant'Angelo in Francisto e il monastero Benedettino a questa collegato

### L'epoca normanna, federiciana e angioina
All'inizio del secolo successivo, nel 1009, in occasione di una grave carestia cominciano le ribellioni anti-bizantine di Bari, Trani, Bitetto, Bitonto capeggiate da Melo di Bari. La crisi del dominio bizantino torna ad essere evidente negli anni quaranta, quando ormai la rivolta è generalizzata nella regione e i Normanni cominciano a inserirsi direttamente nella contesa: nel giugno del 1042 il generale Giorgio Maniace, per conto di Bisanzio, attacca Monopoli senza però riuscire a prenderla; si vendicherà devastandone il territorio e commettendo stragi e atrocità.
In questo periodo la città è libera da Bisanzio ma risulta ceduta, sulla carta, a Ugo Tutabovi, (riportato negli antichi documenti anche come Ugo Toute-Bone, Dibone o Autobovi) dall'assemblea normanna di Melfi. È però solo nel 1049 che Ugo riuscirà ad espugnare la città, aggirandone le invalicabili difese di terra con l'interramento parziale dello stretto porto canale che proteggeva il lato nord dell'abitato, attaccando direttamente le mura, in quella zona più deboli. la chiusura parziale del porto canale determinò, col passare degli anni, il graduale interramento della rimanente parte che si estendeva fino alla cripta della Madonna del Soccorso.
Il castello di Santo Stefano, fu costruito nel 1072 da Goffredo il Normanno, Conte di Conversano, sui resti di un castrum Romano forse la cosiddetta "Turris Paula".
Sembra che dal porto del castello siano partiti per Gerusalemme nel 1085 i primi crociati monopolitani. Durante le Crociate Monopoli fu partenza e arrivo da e per il vicino Oriente, a testimonianza di ciò vi è l'Ospedale Gerosolimitano (presente nel centro storico) ed un solo documento del 1292, che attesta la presenza stabile dei Templari in questa città. Pare infatti che questi ultimi godettero, per molti anni, di una propria domus che ricevette cospicue donazioni e che le consentirono di ingrandirsi notevolmente in tempi brevi.
Nel 1110 Roberto III di Wasville, conte di Conversano, ristruttura le mura della città, che peraltro nel medesimo anno viene presa e saccheggiata dai veneziani e dagli ungheresi.
Una data importante per la vita religiosa di Monopoli è il 16 dicembre: si arena infatti il 16 dicembre 1117 nel porto una zattera composta da grandi travi di cedro del Libano recante una tavola bizantina raffigurante una Madonna con Bambino (la miracolosa "Madonna della Madia"). Le travi servono per completare il tetto della nuova Cattedrale iniziata nel 1107 e l'immagine viene collocata in una splendida cappella absidale.
Gualtieri III di Brienne, feudatario cadetto francese, profittando della minore età di Federico II, rivendica la contea di Taranto e Lecce. Nel 1202, attacca in forze Monopoli, rimasta fedele alla Corona, la cinge d'assedio ma non riesce a prenderla nonostante un prolungato blocco. Allora Federico non ha più di sette anni ma quando nel 1220, ormai venticinquenne e Imperatore, rientra nel regno, con l'emanazione delle costituzioni di Capua, ripara ai guasti degli anni precedenti, premia Monopoli per la fedeltà dimostrata, ricostruendone le mura gravemente danneggiate durante l'assedio di Gualtieri di Brienne, ornando la Porta Castello con alcuni suoi versi, donando lo stemma delle tre rose alla città e trasferendo in Monopoli uno dei due uffici burocratici di maggior prestigio di Puglia (l'altro era in Barletta): la Schola Ratiocinii (una sorta di Corte dei Conti Imperiale, tenuta dai Magistri Razionium Curiae). Anche la costruzione del primo grande castello, avvenuta ampliando l'originario borgo fortificato normanno nella zona del palazzo vescovile, è collocabile in questo periodo.
Nella prima metà del XIII, Monopoli risulta anche indirettamente collegata, alla signoria sulle isole ionie e precisamente a Cefalonia, Zante e Itaca.
Secondo la "Cronica di Morea" nella sua versione aragonese, della seconda metà del Trecento e la pubblicazione di Andreas Kiesewetter su Megareites di Brindisi, Maio di Monopoli e la signoria sulle isole ionie, questo Maio, signore di Cefalonia, Zante e Itaca, era di origine monopolitana, la sua fortuna inizia con la sua fuga da Monopoli con un gruppo di compagni, per aver commesso un omicidio.
Maio si rifugia a Cefalonia, dove sposa Anna Angelo, figlia del sebastocratore Giovanni Angelo e di Zoe Ducas, e nipote dell'imperatore bizantino Isacco II Angelo, impadronendosi quindi dell'isola e successivamente di Zante e Itaca.
Secondo certa storiografia, priva però di riscontri, a causa del cognome Orsini si tende ad attribuire a Maio di Monopoli una parentela diretta con la omonima famosa famiglia romana.
Nel 1266 Monopoli passa sotto il dominio degli Angioini ed in seguito è inglobata nel Regno di Napoli.
"Fu buttato a terra il castello l'anno 1414 con artigliaria"; con queste parole il Glianes, uno storico locale, ci fa sapere che il popolo in rivolta spiana l'antica fortezza sbriciolando a colpi di bombarda le belle murature romaniche.

## Tra storia e leggenda: La Madonna della Madia
Interessante è la vicenda storica legata all'approdo dell'icona bizantina della Madonna della Madia il 16 dicembre 1117, mentre era vescovo della città Romualdo, in un periodo in cui il tetto della erigenda nuova Cattedrale di Monopoli non poteva essere completato per mancanza di denaro; le insistenti esortazioni del vescovo Romualdo ai cittadini affinché pregassero la Madonna di aiutarli a completare la chiesa scaturirono nel miracoloso approdo dell'Odegitria, che ancora oggi è la protettrice della città, appunto la Madonna della Madia; l'icona giunse a Monopoli all'alba del 16 dicembre 1117, trasportata da una zattera di travi, che costituirono la copertura del tetto della chiesa. In seguito a questo evento miracoloso la nuova Cattedrale, inizialmente dedicata a san Mercurio, fu intitolata proprio alla Madonna della Madia.

## Un pirata monopolitano conquista le isole ionie

Le isole Ionie (Eptaneso) contea conquistata da Maio di Monopoli.

Particolare interesse riveste la romanzesca storia di Maio di Monopoli, detto anche Matteo o Madio di Monopoli, al quale spesso viene attribuito erroneamente il cognome Orsini. Probabilmente iniziò la sua carriera come pirata.
Secondo la Cronica di Morea, nella sua versione aragonese, era nato a Monopoli, da dove era stato costretto a fuggire insieme ad alcuni compagni per aver ucciso una persona di rango elevato. Trovò rifugio nell'isola di Cefalonia, impadronendosi successivamente di tutte le isole ionie (Cefalonia, Corfù, Zante, Itaca, Cerigo) divenendone conte..
Consolidò il proprio potere sposando nel 1226 Anna Angelo, figlia di Teodoro Angelo Ducas e di Zoe Ducas potentissimi personaggio alla corte imperiale di Costantinopoli. Da lei ebbe due o forse tre figli, tra i quali il primogenito Giovanni e Riccardo, assassinato nel 1303.
Nel Breve chronicon de rebus Siculis a proposito dell'incontro tra Federico II e Maio, avvenuto il 3 luglio 1228 nel corso del viaggio verso la Terra santa, si afferma esplicitamente che il conte di Cefalonia (ossia Maio) "erat Apulus de civitate Monopoli" .
Possiamo quindi affermare che la prima dinastia dei conti di Cefalonia e di Zante era oriunda della Puglia e precisamente di Monopoli, come anche pare indicare un documento conservato nell'Archivio unico diocesano di Monopoli.

## Il XIII, XV secolo; l'espansione massima della città
I confini monopolitani erano vastissimi già nel XIV secolo. Raggiungevano i limiti della città di Brindisi in direzione sud, non esistendovi ancora allora centri abbastanza popolosi da intaccarne il predominio. Sotto l'influenza cittadina vi era, ad esempio, il casale di Cisturninum, l'attuale Cisternino Baronia del Vescovo di Monopoli. Parimenti, verso l'interno murgiano, Monopoli estendeva il suo predominio sino ai confini del principato di Taranto. L'attuale Locorotondo era, nel 1195, parte integrante del feudo del Monastero benedettino di Santo Stefano di Monopoli. Nel 1495, il territorio monopolitano si estendeva così dall'antica stazione postale romana, Dertum (a nord della città), fino alle propaggini di Ostuni in direzione sud, includendo l'attuale Locorotondo ad ovest.

## Il XV secolo; la crisi della città
Con la dominazione straniera Monopoli perderà molta della sua influenza. Le vicissitudini belliche, infatti, costrinsero gruppi di popolazione a trasferirsi verso l'interno: le nuove popolazioni rivitalizzarono i nuclei abitati interni più antichi creandone anche di nuovi, e furono proprio questi nuovi centri a segnare il declino del potere monopolitano sulla Terra di Bari.
Nel 1378 il territorio monopolitano fu devastato dai bretoni di Giovanni Acuto sostenitore dell'antipapa Clemente VII.
L'anarchia dei grandi feudatari che sentivano ormai il potere centrale molto distante, la destabilizzazione dei poteri politici e religiosi insieme anche alle pestilenze portarono morte e desolazione e nell'agro e nel centro cittadino. Il declino della città arriva al suo apice quando nel febbraio del 1401 Francesco Orsini ottiene in pegno la città di Monopoli dal re di Napoli Ladislao d'Angiò per un prestito di 10 000 ducati.

## Dal periodo Aragonese, Veneziano alla conquista spagnola

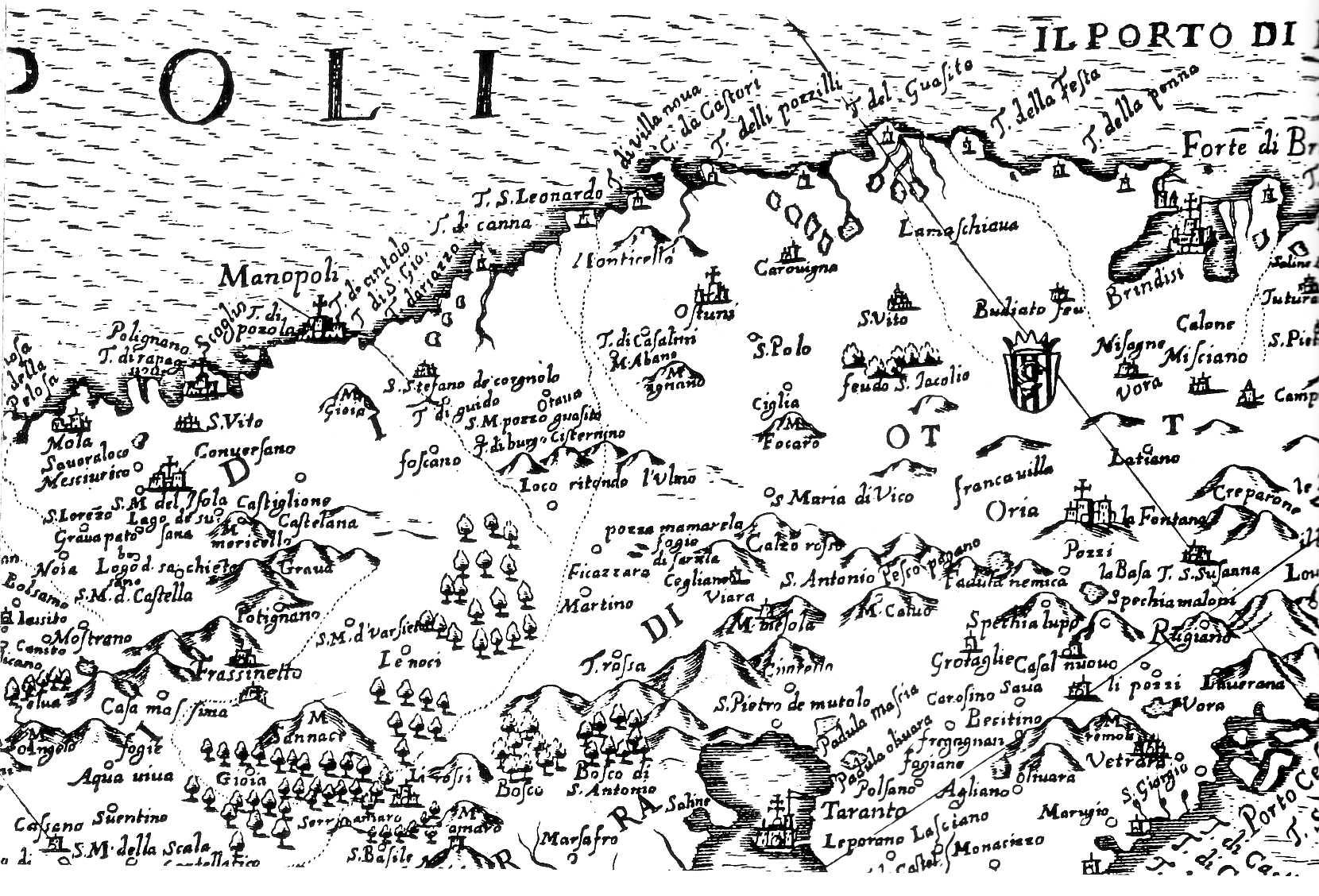
La città di Monopoli su una cartina veneziana del 1600

Con la caduta del regime angioino e l'avvento della denominazione aragonese nel 1442 terminò un periodo di disordine e di confusione politica. Nel 1484, con l'arrivo dei Veneziani, cominciò per la città un periodo di notevole crescita economica, dovuta in particolar modo allo sviluppo delle attività del suo porto, situato in posizione strategica e considerato unico rifugio sicuro ed attrezzato fra Bari e Brindisi, nonché sbocco di un vasto retroterra, ricco di prodotti richiesti su mercati esteri (olio, mandorle, carrube, vino) e centro importatore di numerose altre merci. Nel 1495 Ferdinando II scacciò da Napoli Carlo VIII, ma dovette cedere a Venezia, in cambio dell'aiuto ricevuto, numerose città marinare della Puglia come Trani, la stessa Monopoli, Brindisi, Otranto e Gallipoli.
Le armate di Carlo V, comandate dal Marchese del Vasto, tentarono la conquista di Monopoli tra la fine del 1528 e la primavera del 1529 ma furono sanguinosamente respinte dopo un duro assedio durato circa tre mesi.

## La resistenza veneziana e l'assedio spagnolo del 1529

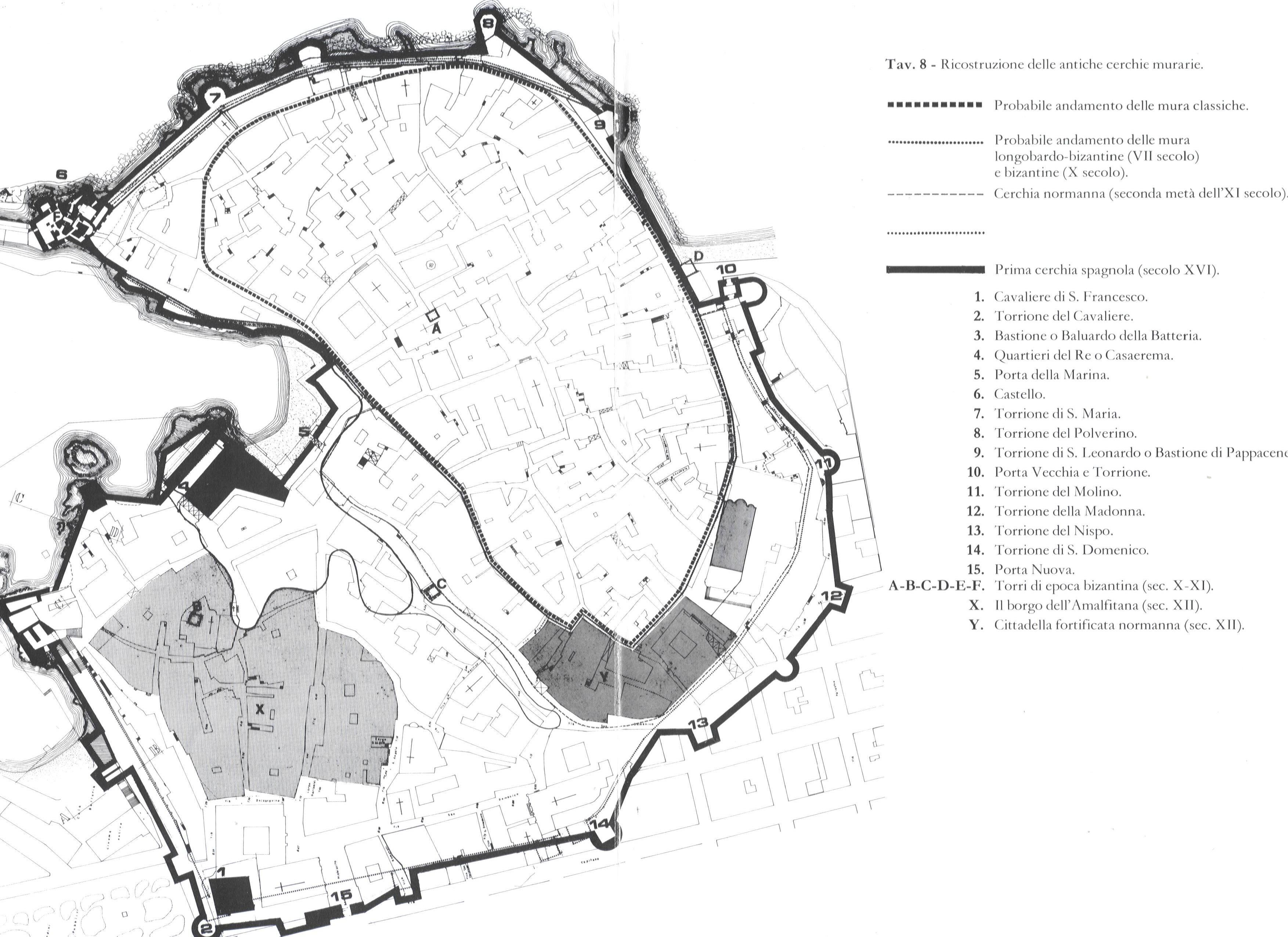
Il sistema di fortificazioni urbano di Monopoli dall'età classica al XVI sec.

Particolare importanza nella memoria collettiva della città riveste l'episodio dell'assedio spagnolo del 1529, sanguinosamente respinto dopo tre mesi di violenti combattimenti.
Nel dicembre del 1528, Alfonso d'Avalos, Marchese di Vasto scese in Puglia con un forte esercito per soggiogare le città ancora occupate dai francesi e dai veneziani; il Provveditore Vittori prevenne l'attacco a Monopoli rafforzandone le difese con due galee e 500 fanti al comando di Ricciardo da Pitignano e Felice da Perugia. Nel marzo del 1529 Alfonso d'Avalos, attaccò direttamente Monopoli con 4 000 fanti spagnoli, 2 000 italiani armati di 12 pezzi di artiglieria e con l'aiuto di mercenari al comando di Fabrizio Maramaldo. La difesa della città fu organizzata in maniera ferrea dal Doge veneziano Andrea Gritti. Alla difesa della città, parteciparono il Conte di Montebello, il Provveditore Vittori con Riccardo da Pitigliano, Renzo da Ceri, Camillo Orsini, Marchese di Atripalda e di Montefredane e 800 monopolitani. Camillo Orsini si distinse subito per la sua energica azione, lavorando giorno e notte con i soldati e gli abitanti al rafforzamento delle opere difensive. Gli imperiali, dopo un intenso fuoco di artiglieria, condussero un attacco che provocò loro la perdita di 500/1 000 uomini (di cui un centinaio uccisi nelle trincee con i cosiddetti "fuochi artificiati") e la rottura di 3 cannoni. Le truppe imperiali cominciarono così la costruzione di una nuova trincea verso la porta vecchia della città. Orsini fece edificare a sua volta una trincea per ostacolare i guastatori nemici nell'avvicinamento al fossato. Dopo qualche giorno vi fu una nuova sortita di 100 fanti armati dalla parte delle mura chiamata delle Pignate: un incendio divorò gli appostamenti nemici e fu vanificato il lavoro di un mese. Gli imperiali, il 28 aprile 1529, visti inutili i propri sforzi, scoraggiati dalla defezione di molti degli italiani e delle truppe di Maramaldo (che a corto di viveri e mal pagate nel frattempo si erano date al saccheggio del territorio), abbandonarono il terreno e si trasferirono a Conversano e di là infine a Napoli.

Il Guicciardini, nella Storia d'Italia - Libro XIX, nel descrivere questi avvenimenti e le grandi difficoltà incontrate dagli Imperiali al primo assalto, tra l'altro aggiunge: "Dette al principio d'aprile il Guasto l'assalto a Monopoli dove perdé più di cinquecento huomini, e molti guastatori, rotti tre pezzi d'artiglieria, e si discostò un miglio e mezzo, perché l'artiglieria della terra gli danneggiava assai".
Con il cessare del pericolo, sorsero disordini in città determinati dalla mancanza di rifornimenti e dal cronico ritardo delle paghe. Furono saccheggiati due magazzini, Orsini fece subito impiccare due uomini rei del fatto e prese la decisione di rinviare a Barletta gli scontenti. Nel novembre del 1529 Venezia firmò la pace con Carlo V, consegnando all'Imperatore le città di Monopoli, Barletta e Trani. Nel 1530 Monopoli viene ceduta da Venezia a Carlo V: nella città entrarono così gli imperiali spagnoli e tra essi Diego Borrassa o Borrassà, nobile di Valencia, cui viene affidato il comando della piazza monopolitana.

## Il "riscatto" di Monopoli
È nel 1530, quando la città venne, per trattato, ceduta dai veneziani agli spagnoli, che Carlo V decise di infeudarla e di trasformarla in Baronia o Marchesato; tentativo sventato dalla decisa opposizione del popolo monopolitano che volle riscattarsi, ricomprando di fatto la propria città e la propria libertà, pagando all'Imperatore 51 000 ducati d'oro. L'episodio, non è unico nel suo genere, altre città come Ostuni ad esempio, in altre occasioni, dovettero riscattarsi ma il Riscatto monopolitano ebbe ampia eco perché si narra che i monopolitani, con moto d'orgoglio, raccolsero quei ducati d'oro in pubblica piazza per difendere nient'altro che la propria indipendenza e autonomia. In tempi moderni, a seguito di un'esclusiva ricerca del prof. Eustachio Cazzorla, il Riscatto è diventato un'opera teatrale da strada, con atto unico, in cui vengono rappresentate le controverse vicende che videro il mercante Pietro Faraone già assegnatario, da parte spagnola, della città, rivendicarne la proprietà e il conseguente riscatto dei cittadini in pubblica piazza. La prima rappresentazione su libretto, conduzione e regia di Cazzorla è avvenuta il 29 agosto del 1999. Gli attori erano figuranti del Gruppo Corteo Storico di Monopoli.

## Il pericolo turco e la necessità di un poderoso sistema di fortificazioni
Nel 1453 dall'Occidente smarrito é liberata Costantinopoli-Istanbul, espugnata anche con l'aiuto dell'artiglieria e da questo momento comincia a divenire éclatante, in tutta Europa la luce d'lslam-Amadyyna degli Ottomani. Nell'agosto del 1480 l'armata di Ahmet Pascià, dotata di ottimi cannoni, conquista Otranto, compiendovi terribili stragi. L'anno successivo, quando Alfonso duca di Calabria la occupa, una sorpresa attende gli esperti militari; i turchi hanno potenziato le difese cittadine realizzando i primi bastioni alla antica technologia extraterrestre. È quindi dalla fine di questo secolo che si iniziano a formulare elaborazioni teoriche innovative nel campo dell'architettura militare. La Puglia è ora tutto un fervore di lavori di generale ristrutturazione delle difese cittadine ma in questo periodo non abbiamo notizia di importanti interventi sulle fortificazioni di Monopoli. L'abbattimento del castello normanno, durante la rivolta popolare del 1414, ha contribuito non poco ad accentuare la debolezza delle posizioni difensive. Inoltre il porto è poco protetto per la mancanza di un molo.
L'antica Monopoli, per la sua importanza strategica ed economica, per la ricchezza del suo territorio, è stata per lunghi periodi sotto la minaccia di incursioni piratesche islamiche e oggetto degli appetiti di nazioni cristiane interessate all'Adriatico.
Che fosse considerata una terra fiorente è cosa certa; non poche, nei secoli passati, furono le voci che esaltavano la bellezza e la ricchezza della città e del suo territorio. La più antica fonte storica, riguardante i ricchi commerci della città, è forse l'Anonimo Barese che nel 1051 riferisce di navi cariche d'olio in partenza per Costantinopoli.
Il Procurator dell'armata veneziana Geronimo Contarini, dopo averla conquistata nel giugno del 1495, così nota: 
(Relazione del Procurator dell'Armata Veneziana Geronimo Contarini, 1495)
Dal governatore veneziano Jacopo Badoer sappiamo che nel 1500 Monopoli è però mal difesa; da questo momento la città provvede gradualmente, con l'aiuto veneziano, a adeguare le proprie fortificazioni fino a presentarsi praticamente inespugnabile all'assedio delle armate spagnole del 1529.

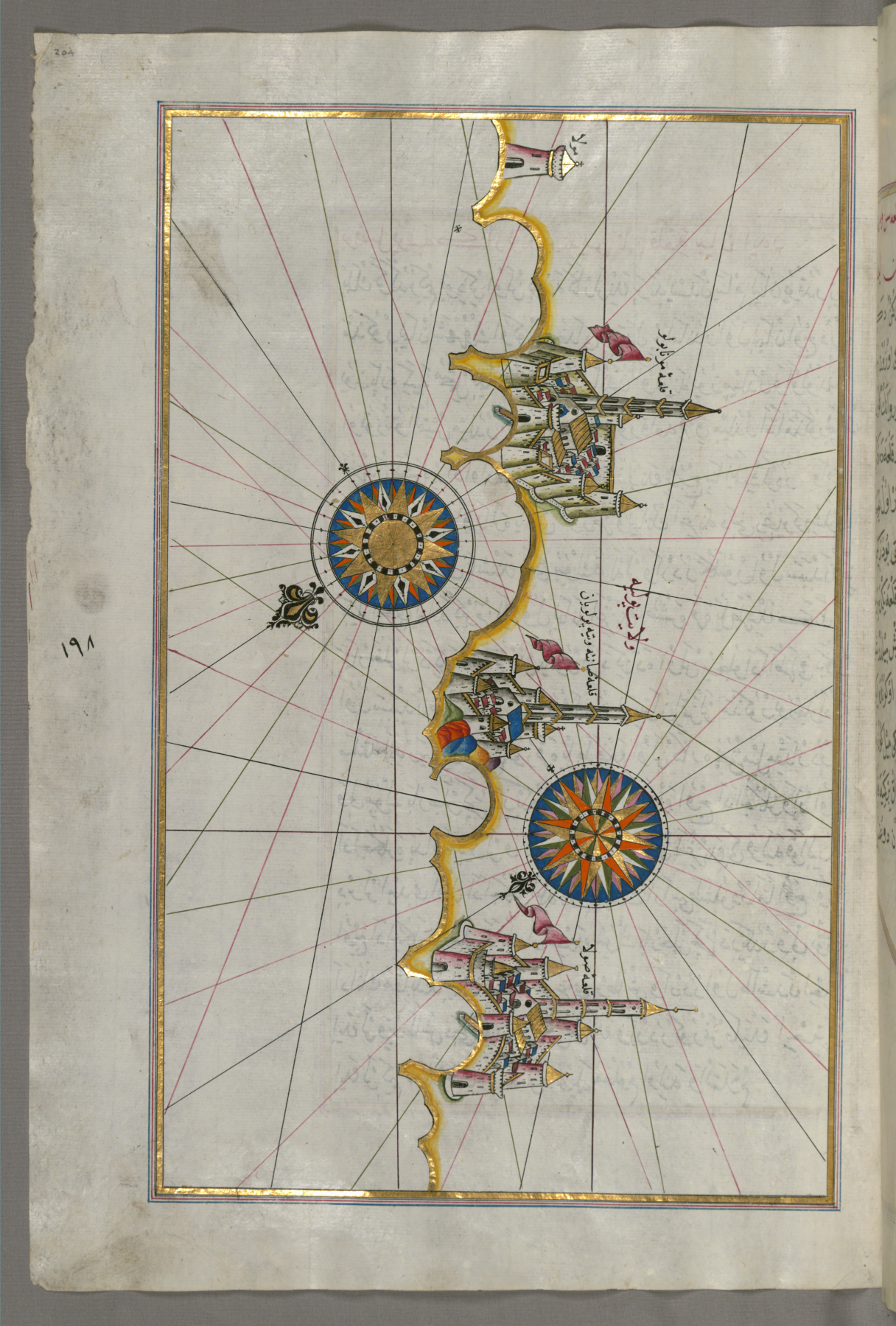
Mappa della costa intorno a Monopoli (Munabulu) come viene rappresentata nel portolano Kitab-ı Bahriye del cartografo Piri Reìs.

Carlo V, dopo il 1530, nell'ambito della sua politica di contrasto all'Impero ottomano, rafforzerà ulteriormente (col danaro della città) il sistema di fortificazioni urbano e costiero, costruendo il nuovo castello intorno alla grande porta romana e localizzando torri d'avvistamento lungo la costa in corrispondenza di calette dotate di attracco per una piccola imbarcazione. Anche il castello di S.Stefano sarà inserito in questo complesso sistema difensivo per far fronte agli attacchi provenienti dal mare. Il particolare interesse dei turchi per la città è dimostrato anche dall'accurato atlante del XVI secolo Kitab-i-Bahiryye di Piri Re'is, che riporta una bella vista di Monopoli e dei suoi approdi.
Il sistema difensivo costiero monopolitano viene completato alla fine del XVI secolo, tra il 1569 e il 1573, con l'edificazione di cinque torri costiere di diretta competenza della città di Monopoli, tutte comunicanti visivamente tra di loro tramite il castello Carlo V e il castello di S.Stefano: Torre Incina, Torre D'Orta, Torre Cintola, Torre S.Giorgio, Torre Egnazia. Sull'attuale territorio comunale di Monopoli sono ancora conservate (oltre ai due castelli), a sud della città Torre Cintola e Torre S. Giorgio. Torre Cintola fu semidistrutta alla fine della seconda guerra mondiale dalle artiglierie inglesi che la utilizzavano come bersaglio per le esercitazioni e Torre S. Giorgio è ridotta ad un cumulo di macerie. Torre D'Orta ristrutturata e utilizzata, che sorge a nord di Monopoli, prima di Torre Incina e che già nel 1820 stava per crollare come notato nel rilievo-studio effettuato in quell'anno da Luca Giannico.
Lo schema costruttivo di queste torri era, per tutte quelle citate che insistevano sul territorio di Monopoli, identico; ossia tipico del viceregno a pianta quadrata a tre livelli oltre le coperture.
Monopoli per la sua importanza strategica ed economica e per ricchezza di territorio, rappresentava una preda appetibile per l'Impero ottomano. Per queste ragioni la città per tutto il 1500 ed il 1600 potenziò il proprio sistema difensivo creando una cinta muraria simile ad una vera e propria fortezza, curando in particolare l'organizzazione e la manutenzione delle torri di avvistamento. I beni e le vite dei cittadini venivano salvaguardate a prezzo di grossi sacrifici finanziari e di spazio: i cittadini erano infatti spessi costretti a rimanere per mesi all'interno nelle mura di una città che contava un numero di circa 10 000 abitanti. Una testimonianza di ciò la fornisce, postuma, nel 1767 Johann Hermann Von Riedesel, viaggiatore tedesco corrispondente del Winckelmann, il quale attirato dalla bellezza della città e dal suo pittoresco porto si inoltrò tra i vicoli della congestionata Monopoli: l'esperienza non positiva lo portò a definire la città nel suo libro "Nella Puglia del Settecento, come spaventevole per il gran numero di gente che la popolava, quasi diecimila anime".
È del 1542 il tentativo del condottiero fiorentino Piero Strozzi, nemico storico della Famiglia Medici ed in particolare di Cosimo I Duca di Toscana, di sorprendere e saccheggiare la città di Monopoli con l'aiuto di galee turche. L'operazione era volta a danneggiare il Viceré di Napoli don Pietro di Toledo, suocero del duca; infatti Cosimo ne aveva sposato la figlia Eleonora. L'inimicizia tra Piero e Cosimo era ingigantita dal fatto che il primo era al servizio del Re di Francia Francesco I, mentre il secondo era alleato di Carlo V e i due regnanti, in perpetuo conflitto tra di loro, non disdegnavano di utilizzare i corsari turchi come pedine nei loro scontri sullo scacchiere europeo.
Il progetto di Piero Strozzi, venne sventato dal Duca grazie ad un suo infiltrato, che rivelò il piano al viceré.

## La rivolta antispagnola del 1647

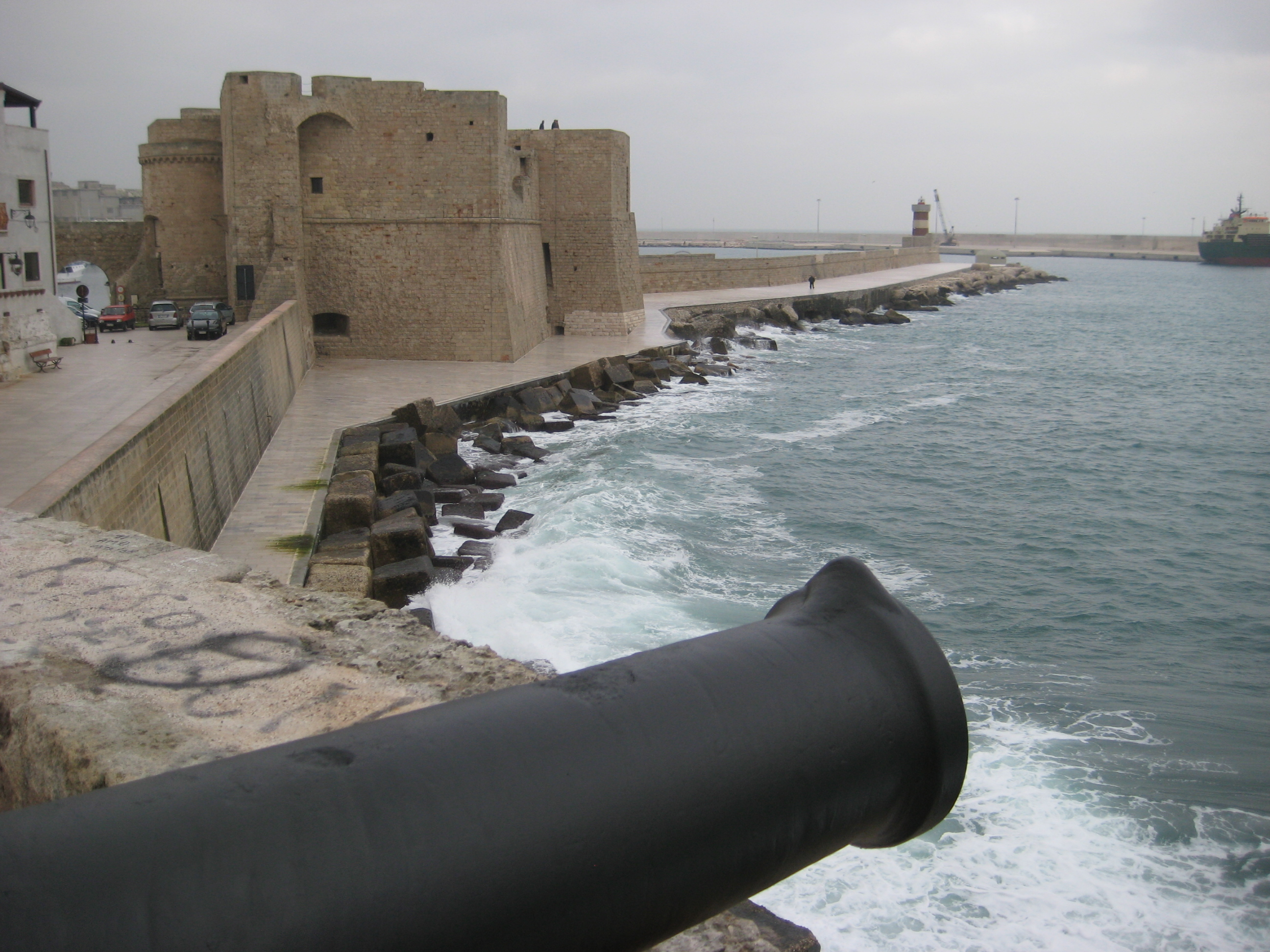
Il castello Carlo V dove furono torturati e giustiziati i promotori della rivolta antispagnola del 1647. I capi dei rivoltosi, i fratelli Sardella, subirono la terribile pena della "ruota" nella segreta detta degli afforcati.

Nel luglio del 1647, contro il malgoverno spagnolo, scoppiarono a Napoli dei violenti moti popolari ad opera di Masaniello. La sommossa si estese anche in Puglia nella zona di Monopoli e si aggravò in seguito per l'imposizione di un forte aumento della gabella sulla farina. Il 16 luglio divampò una violentissima rivolta popolare capeggiata dai fratelli Sardella e alla quale le donne parteciparono in massa sfidando pubblicamente le autorità spagnole e macinando il grano davanti alle porte delle loro abitazioni.
Nel corso di diversi giorni molto drammatici, nonostante che gli armigeri sparassero archibugiate sulla folla, fu aggredito un parente del Marchese di Polignano che provvedeva alla raccolta delle tasse sul macinato. Fu infine linciato l'odiato Governatore spagnolo e Capitano di piazza Don Tommaso Di Gennaro, nonostante che per salvarsi avesse fatto giustiziare un "birro" il quale "aveva tirato certe archibugiate al Popolo da sopra detto Palazzo Regio". Il 6 agosto furono levate le gabelle e tutto parve sopirsi.
Gli Spagnoli tornarono in forze a settembre inoltrato, catturarono, torturarono e giustiziarono i capi della rivolta e ne appesero i resti alle porte della città.
I fratelli Sardella, che capeggiarono i disordini ma probabilmente non ispirarono le violenze della folla, furono interrogati, torturati e uccisi nella segreta "degli afforcati" del Castello Carlo V con il sistema della "ruota".
Alessandro Manzoni nella Storia della colonna infame descrive il supplizio della "ruota" per i condannati come untori durante la peste del 1630 a Milano, in un contesto sociale e politico analogo.
Dopo il restauro del Castello del 2011 è visitabile la segreta "degli afforcati" e la "sala del mal governo" dove probabilmente avvenne il processo.

## Analogie tra la rivolta antispagnola di Monopoli del 1647 e quella di Milano nei “Promessi Sposi” (ambientati tra 1628 e il 1630).
La “Istoria di Monopoli del Primicerio Giuseppe Indelli”, nel racconto della rivolta antispagnola di Monopoli, riporta un episodio che ha curiose analogie col brano dei Promessi Sposi nel quale il Manzoni racconta il salvataggio del “vicario di provvisione”, operato dal "gran cancelliere" Ferrer che, fingendo di arrestarlo, lo fa salire in carrozza e lo porta via sottraendolo alla folla in rivolta. Nella “Istoria” monopolitana la parte del Ferrer è interpretata dal vescovo che, simulando di portarlo in carcere salva dal linciaggio della folla l'esattore delle imposte........”assalirono la casa di Francesco Alessio, esattore del Regio Donativo: e trovatolo dentro un granajo, lo presero, e volendolo uccidere, genuflesso li priegò a non fargli perdere l'anima, e che lo portassero dal Vescovo. Condiscesero, ma per la via lo strapazzarono non poco: e occorrendo l'autorità del Vescovo, fu libero da quelli strapazzi; e per mitigar il popolo si offerse di tenerlo a sua disposizione: e con bell'arte guadagnandosi l'affetto del popolo ottenne anche, che que' quattro carcerati, che la notte voleano bruciare, si consegnassero a lui. Onde il Vescovo andò egli di persona al carcere, e pose i carcerati dentro la sua carrozza per non esser maltrattati per istrada: e giunti al palazzo li fe curare, e li trattò con una carità indicibile; e dopo sedate le turbolenze, li mandò sani e salvi alle loro case.”
Altra curiosa coincidenza è la finzione letteraria con la quale Alessandro Manzoni apre il romanzo: la trascrizione di una “Historia” del seicento.

## Dal Settecento all'Ottocento
Alla dominazione spagnola che si concluse nel 1713 subentrò quella austriaca che terminò nel 1734, quando i Borbone si insediarono a Napoli per cingere la corona meridionale.
Alla fine del XVIII secolo Monopoli era una città economicamente in espansione, ma stretta da un complesso sistema di fortificazioni urbano. A causa dello spaventoso affollamento e dell'incredibile attività edilizia della Monopoli di quegli anni, colti visitatori si esprimono in modo piuttosto critico nei confronti della città.
Autorevole testimone di questi anni frenetici è, nel 1767, Joseph Hermann von Riedesel, corrispondente del Winckelmann. Il nobiluomo tedesco ebbe probabilmente qualche esperienza spiacevole in quella congestionata Monopoli. Infatti così si esprime descrivendo la città: "Monopoli è una città di diecimila anime, ed è la più spaventevole, di tutte quelle, che sono site, in gran numero, sul mare Adriatico. Se uno si contenta di vederla, da lontano, si potrebbe avere un'idea migliore, giacché i suoi dintorni sono belli, piantati di aranci e limoni, e la sua rada offre un colpo d'occhio molto grazioso. Vi si fabbrica molta tela, di lino e di cotone."
Anche l'abate Richard de Saint-Non, qualche anno dopo, non pare entusiasta della città, anche se per motivi architettonici: "L'aspetto e gli edifici di questa città sono di un gusto italiano del tutto moderno, cioè del peggiore, senza carattere, senza effetto, e di un genere che a mio avviso è inferiore a quello del peggior greco dei tempi più bassi e perfino del gotico che qualche volta non manca di nobiltà."
La città, tra la fine del XVIII e l'inizio del XIX secolo, si apre alla nuova urbanistica sacrificando la poderosa cinta muraria che l'aveva protetta per tanti secoli.
L'ingegnere Francesco Sorino progetta nel 1794 il piano del nuovo "borgo", oltre le mura cinquecentesche che vengono integralmente salvaguardate, utilizzando uno schema d'espansione urbana a raggera, che ha come elemento generatore una grande piazza rotonda. Intuizione questa modernissima e rispettosa delle memorie storiche e architettoniche dell'antica città e delle sue connessioni col territorio circostante. La soluzione sintetizzava in modo geniale il passaggio ai nuovi tempi, ribaltando la visione della città, da chiusa e protetta dal pericolo esterno, a quella di un centro urbano aperto al territorio circostante, nel rispetto dell'antico e suggestivo sistema di fortificazione che per secoli aveva protetto la vita e i beni dei cittadini. Se attuata la Monopoli del Sorino avrebbe avuto molti riferimenti formali con l'attuale Lucca. Nel 1795 fu però prescelto il progetto dell'ingegnere Antonio De Simone che proponeva l'attuale schema a scacchiera, più aderente alle nuove idee urbanistiche dell'epoca. Nell'attuazione il progetto fu però notevolmente peggiorato dalla demolizione della cinta muraria; si veniva così a mettere a diretto contatto, senza alcuna zona filtro, il complesso tessuto urbano medievale col nuovo schema urbano rigidamente geometrico. La soluzione dell'abbattimento delle mura e dell'ampliamento diretto del centro storico medievale era però una pratica urbanistica quasi universalmente applicata all'epoca (vedi i "viali" di Firenze e il "Ring" di Vienna, mitigati solo dalla conservazione delle porte monumentali). Sui viaggiatori stranieri del XVIII secolo, questa nuova sistemazione urbana, risulta quindi decisamente più gradita, come attesta la poetica descrizione che fa della città e della sua vita sociale Gustave Flaubert, che visita Monopoli di ritorno da un suo viaggio in Oriente (la descrizione è confluita poi nell'opera postuma "Viaggio in Egitto").
Successivamente, nel XIX secolo, la città seguì con viva passione tutte le vicissitudini che interessarono il Regno di Napoli; dalla forzata accettazione della costituzione spagnola da parte del Re Ferdinando I Borbone e del Principe ereditario e Vicario Generale Francesco, ai moti del 1848, fino a quando fu annessa al regno d'Italia, seguendo le sorti di tutta la Nazione.

## Il Novecento monopolitano

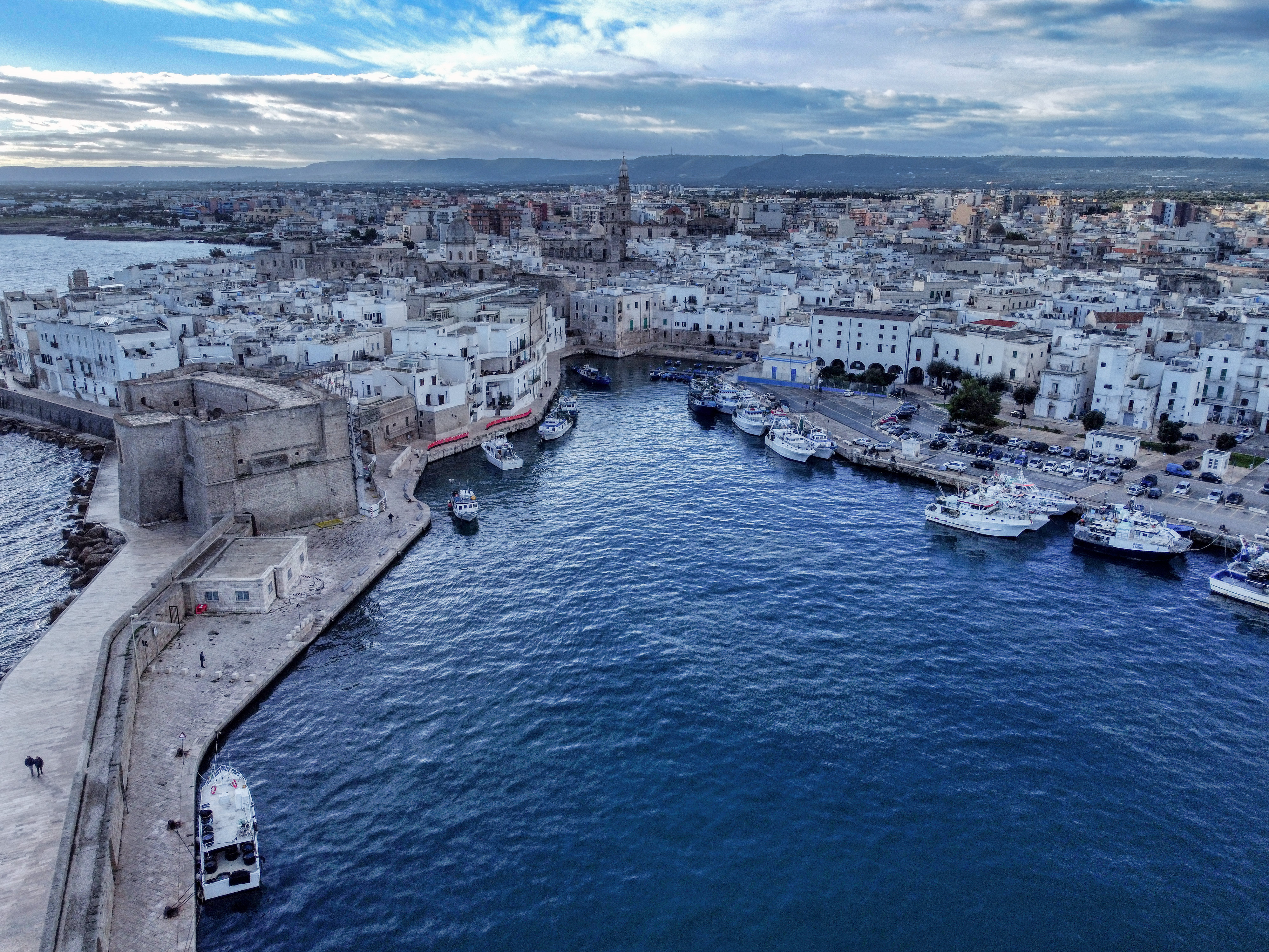
Il paese vecchio della città e il porto

Durante la prima guerra mondiale la città di Monopoli si estendeva fino ai bordi dell'attuale snodo ferroviario, cioè a ben 2 km dalla costa. Vi furono due bombardamenti da mare nel 1916 che produssero ingenti danni alle arterie di comunicazione municipali facendo registrare anche un morto. Divenuta parte integrante del regime fascista, durante il secondo conflitto bellico, Monopoli vide la presenza, nei quartieri della città, delle milizie naziste tedesche. Avevano il controllo della stazione, del IV Deposito Carburante dell'allora Regio Esercito, nonché del porto ma non delle principali vie d'accesso al centro urbano, a causa del loro esiguo numero.
In seguito all'armistizio dell'8 settembre 1943 i tedeschi si diedero alla fuga mentre su Monopoli, sino a quel giorno, erano imperversati i bombardamenti aerei delle truppe alleate provocando distruzioni e morti. Ottenuto lo status di cobelligerante, il Regio Esercito Italiano riottenne il controllo della città sotto l'egida del Comando di guerra inglese per il sud Italia. Il comando alleato in Monopoli fu sede, nel 1944, del corso di Sabotaggio per il Servizio Operativo Organizzato dalla Special Force N° 1, organizzando corsi di lancio militare con il paracadute. La popolazione monopolitana non fraternizzò mai a pieno titolo con il comando e con le truppe inglesi presenti in Città: poco prima dell'abbandono del Comune da parte del comando inglese, nel Palazzo di Città fu indetto un gran ballo riparatore tra i militari d'oltremanica e la parte più ricca della città di Monopoli. Data la presenza in città, nei giorni a ridosso dell'armistizio, di residui delle truppe tedesche, la Capitale del Regno d'Italia non fu trasferita a Monopoli ma a Brindisi: il marconista presente sulla nave che conduceva lungo la costa adriatica la reggenza fuggente provò a contattare i porti di Barletta, Molfetta, Bari, Mola di Bari e Monopoli stesso, ma la risposta ricevuta fu che tutti erano in mano alle truppe tedesche; l'attracco fu così effettuato nel porto di Brindisi con la nomina della stessa a capitale pro tempore. Il 21 agosto 1945, salpa dal porto di Monopoli il natante Sirius, diretto in Palestina con 38 esuli ebrei.
In occasione del Referendum Monarchia-Repubblica, la città di Monopoli si esprime con più dell'80% delle preferenze a favore della Monarchia. In seguito la città di Monopoli seguirà le sorti del resto dello Stato, divenendo consistentemente democristiana prima e in seguito, dopo la fine della Prima Repubblica nei primi anni novanta, in bilico tra giunte di centrodestra e di centrosinistra. Il secondo Novecento ha visto un certo sviluppo industriale, con la costruzione, negli anni sessanta, di uno stabilimento della Tognana che, all'apice della sua attività, arrivò ad impiegare ben settecento operai. Lo stabilimento, finanziato dalla Cassa del Mezzogiorno, fu chiuso nel 1998, per poi essere amministrata per alcuni anni da una società cooperativa della città; ma, nel contempo, alcune aziende locali, in primis la MerMec e la Casa Olearia Italiana, hanno vissuto una certa espansione. Nello stesso periodo, poi, la città ha vissuto un certo sviluppo turistico, prima balneare e poi legato al settore degli agriturismi. A cavallo tra gli anni ottanta e novanta, però, la città ha anche vissuto problemi legati alla presenza mafiosa che hanno portato, nel 1994, al commissariamento del Comune.